# Entophlyctis confervae-glomeratae
Entophlyctis confervae-glomeratae är en svampart som först beskrevs av Cienk., och fick sitt nu gällande namn av Frederick K. Sparrow 1943. Entophlyctis confervae-glomeratae ingår i släktet Entophlyctis och familjen Endochytriaceae.   Inga underarter finns listade i Catalogue of Life.